# 처녀의 창자 3
처녀의 창자 3(영어: Guts Of A Virgin 3)는 일본의 영화로 감독은 코미즈 카즈오이며, 아사노 케이코, 키즈키 사에코 등이 출연하였다.

## 출연

### 주연
- 아사노 케이코
- 키즈키 사에코

### 조연
- 키요카와 아유
- 사카니시 료타
- 요시하라 히로카즈
- 카자마 히토미
- 노나카 츠요시
- 츠자키 코헤이

## 같이 보기
- 처녀의 창자
- 처녀의 창자 2